# Большое Сырково
Большое Сырково — деревня в Волоколамском городском округе Московской области России.

## Население
| 1852 | 1859 | 1926 | 2002 | 2006 | 2010 | 2013 |
| ---- | ---- | ---- | ---- | ---- | ---- | ---- |
| 414  | →414 | ↘356 | ↘43  | ↘19  | ↗32  | ↘31  |
| 2014 | 2015 | 2016 |      |      |      |      |
| ↘29  | ↗30  | →30  |      |      |      |      |

## Расположение
Деревня Большое Сырково расположена на автодороге Р107 Клин — Лотошино, примерно в 15 км к северо-западу от центра города Волоколамска, на левом берегу реки Ламы, выше устья реки Колпяны (бассейн Иваньковского водохранилища). Ближайшие населённые пункты — село Ярополец, деревни Юркино, Ханево и Гарутино. Автобусное сообщение с городом Волоколамском и пгт Лотошино.

## Исторические сведения
Впервые упоминается в материалах Генерального межевания в 1768 году как деревня Сыркова. В более поздних источниках упоминается как Большое Сырково. Название происходит от фамилии Сырков.
В 2,5 км к северо-востоку находилась ещё одна деревня Сырково, впоследствии получившая название Малое Сырково.
В «Списке населённых мест» 1862 года Сырково — владельческая деревня 2-го стана Волоколамского уезда Московской губернии на Зубцовском тракте (из села Ярополча), в 16 верстах от уездного города, при реках Ламе и Колпянке, с 44 дворами и 414 жителями (208 мужчин, 206 женщин).
По данным на 1890 год входила в состав Яропольской волости Волоколамского уезда, число душ мужского пола составляло 202 человека.
В 1913 году — 64 двора.
По материалам Всесоюзной переписи населения 1926 года — деревня Юркинского сельсовета, проживало 356 человек (150 мужчин, 206 женщин), насчитывалось 63 хозяйства.
С 1929 года — населённый пункт в составе Волоколамского района Московской области. До 2019 года относилось к Ярополецкому сельскому поселению, до реформы 2006 года — Ярополецкому сельскому округу.
В деревне родился Герой Советского Союза Михаил Тузов.